# Claus Frandsen
Claus Frandsen (ur. 21 czerwca 1969) – duński piłkarz występujący na pozycji napastnika.

## Życiorys
Jest wychowankiem Glostrup IF32. W 1987 roku został wcielony do pierwszej drużyny. W Glostrup występował do 1997 roku, po czym został piłkarzem Vejle BK. W Superligaen zadebiutował 22 marca w zremisowanym 1:1 spotkaniu z AaB, w którym strzelił ponadto gola. W barwach Vejle rozegrał łącznie 20 meczów w Superligaen, w których zdobył dwa gole. W 2000 roku, po przebyciu poważnej kontuzji, wrócił do Glostrup IF32. Ogółem w barwach tego klubu strzelił ponad 200 bramek. W 2003 roku zakończył karierę.